# آبشار بلای‌بری
آبشار بلای بری (به انگلیسی: Blaeberry Falls) آبشاری است که در بریتیش کلمبیا، کانادا واقع شده و ارتفاع کلی ریزشگاه آن ۳۰ فوت (۹٫۱ متر) است.